# مارك ريتشاردز (متركمج)
مارك ريتشاردز (بالإنجليزية: Mark Richards)‏ هو متركمج أسترالي، ولد في 7 مارس 1957 في نيوكاسل في أستراليا.

## وصلات خارجية
- مارك ريتشاردز على موقع الرابطة العالمية لركوب الأمواج (الإنجليزية)
- مارك ريتشاردز على موقع EncyclopediaOfSurfing.com (الإنجليزية)
- مارك ريتشاردز على موقع قاعة أستراليا للمشاهير الرياضية (الإنجليزية)
- مارك ريتشاردز على موقع الموسوعة البريطانية (الإنجليزية)